# Björns skärgård
Björns skärgård este o arie protejată (arie specială de conservare — SAC, sit de importanță comunitară — SCI, arie de protecție specială avifaunistică — SPA) din Suedia întinsă pe o suprafață de 1.120,7 ha, integral pe uscat.

## Localizare
Centrul sitului Björns skärgård este situat la coordonatele 60°37′27″N 17°57′14″E / 60.6243°N 17.9539°E.

## Înființare
Situl Björns skärgård a fost declarat sit de importanță comunitară în iulie 2000 pentru a proteja 9 specii de animale. Alte tipuri de protecție:
- arie de protecție specială avifaunistică (în iulie 2000)[2]
- arie specială de conservare (în martie 2011)[1][3][4]

## Biodiversitate
Situată în ecoregiunile boreală și marină baltică, aria protejată conține 12 habitate naturale: Taiga vestică, Păduri naturale în etape succesive primare ale suprafețelor emergente de coastă, Insulițe și insule mici din Baltica boreală, Terase mlăștinoase și terase nisipoase neacoperite de apă la reflux, Roci stâncoase cu vegetație pionieră de Sedo-Scleranthion sau Sedo albi-Veronicion dillenii, Pășuni de coastă din Baltica boreală, Golfuri mici largi și golfuri puțin adânci, Pajiști uscate europene, Formațiuni de Juniperus communis pe lande sau pajiști calcaroase, Păduri fino-scandinave bogate în ierburi cu Picea abies, Lagune de coastă, Vegetație perenă pe țărmurile stâncoase.
La baza desemnării sitului se află mai multe specii protejate:
- păsări (8): Calidris alpina schinzii, lebădă de iarnă (Cygnus cygnus), cocor (Grus grus), sfrâncioc roșiatic (Lanius collurio), pescăruș mic (Larus minutus), pescăriță mare (Sterna caspia), chiră de baltă (Sterna hirundo), Sterna paradisaea
- amfibieni (1): triton cu creastă (Triturus cristatus)